# In Waves (Trivium-Album)
In Waves ist das fünfte Studioalbum der US-amerikanischen Metal-Band Trivium. Es wurde in Deutschland am 5. August 2011 via Roadrunner Records veröffentlicht. In anderen Ländern wurde es in der Zeit zwischen dem 2. August und 9. August 2011 veröffentlicht.

## Entstehung
Die ersten Lieder für dieses Album entstanden schon Ende 2008 und während der Tour 2009. In dieser Zeit schrieben sie mehr als 30 Lieder. Aus diesen wählten sie 17 aus, um diese weiter auszuarbeiten und zu optimieren. Es ist das erste Album auf dem Nick Augusto, ihr neuer Mann am Schlagzeug, mitwirkte. Am 21. Mai 2011 wurde bereits eines der neuen Stücke, In Waves, auf der offiziellen Trivium-Homepage enthüllt. Allerdings war dieses Lied im Code eines ASCII-Bildes versteckt.
Zum Erscheinen des Albums spielten Trivium 2011 auf der „Rockstar Energy Drink Mayhem“-Festivaltour in den Vereinigten Staaten. Diese unterbrachen sie jedoch um am 5. August, dem Tag des Erscheinens in Deutschland, auf dem Wacken Open Air sowie am 6. August, dem Tag des Erscheinens in Großbritannien, als Special Guest von Iron Maiden in der O2-Arena in London zu spielen.
Von November bis Dezember 2011 erfolgte eine Europatour, mit unter anderem fünf Terminen in Deutschland, zur Promotion des Albums.

## Versionen
In Waves wurde in einer Standard-CD-Version sowie einer limitierten CD+DVD-Version veröffentlicht. Letztere beinhaltet fünf Bonusstücke wie Shattering the Skies Above, das zuvor nur auf dem God-of-War-III-Soundtrack veröffentlicht wurde. Die DVD beinhaltet eine Dokumentation der Albumaufnahme, ein Live-Konzert aus den Chapman Studios sowie das Musikvideo zu In Waves.

## Titelliste
1. Capsizing the Sea – 1:30
2. In Waves – 5:03
3. Inception of the End – 3:48
4. Dusk Dismantled – 3:47
5. Watch the World Burn – 4:53
6. Black – 3:28
7. A Skyline’s Severance – 4:52
8. Ensnare the Sun – 1:23 *
9. Built to Fall – 3:08
10. Caustic are the Ties That Bind – 5:35
11. Forsake Not the Dream – 5:21
12. Drowning in Slow Motion – 4:29 *
13. A Grey So Dark – 2:42 *
14. Chaos Reigns – 4:07
15. Of All These Yesterdays – 4:22
16. Leaving This World Behind – 1:38
17. Shattering the Skies Above – 4:42 *
18. Slave New World – 2:58 (Sepultura-Cover)*

(* Bonustitel der limitierten Edition)